# ゲーム (映画)
『ゲーム』（原題: The Game）は、1997年公開のアメリカ映画。主演 マイケル・ダグラス、ショーン・ペン。監督はデヴィッド・フィンチャー。

## ストーリー
サンフランシスコの投資銀行経営者ニコラス・ヴァン・オートン（マイケル・ダグラス）は、48歳の誕生日に弟のコンラッド（ショーン・ペン）から"CRS（Consumer Recreation Services）"という会社が提供する“ゲーム”の招待状を受け取る。
―「人生が一変するような素晴らしい体験ができる」―

## 登場人物
ニコラス・ヴァン・オートン
演 - マイケル・ダグラス
投資銀行業を営む大企業の社長。48歳。誕生日は10月11日。離婚歴があり、幼い娘もいる。大きな屋敷に住んでいる。優秀で現実的だが人付き合いが殆どない孤独な人物。弟のコンラッドに「CRSクラブ」のカードを渡されたことが物語の切っ掛けとなる。
コンラッド・ヴァン・オートン
演 - ショーン・ペン
ニコラスの弟。人生を楽しむ有意義な性分だが母親の死後に薬物依存症になり精神科に通っている。喫煙者で禁煙場所でも喫煙したがる愛煙家。兄に「CRSクラブ」を紹介する。
クリスティーン
演 - デボラ・カーラ・アンガー
レストランのウェイトレス。ニコラスと関わり、事件に巻き込まれる。
ジム・ファインゴールド
演 - ジェームズ・レブホーン
「CRSクラブ」の部長。
サミュエル・サザーランド
演 - ピーター・ドゥナット
ニコラスと懇意にしている顧問弁護士。
エリザベス
演 - アンナ・カタリーナ
ニコラスの元妻。医者と再婚し、妊娠中。ニコラスには別れていても誕生日に電話を掛けるなど気に掛けている。
イルサ
演 - キャロル・ベイカー
ニコラスの家の家政婦。ニコラスの父の代から働いている。
アンソン・ベア
演 - アーミン・ミューラー＝スタール
ニコラスの経営する会社の系列会社の社長。会社に損失をもたらしたとして解雇されそうになっている。
マリア
演 - エリザベス・デネヒー
ニコラスの秘書。ニコラスが事件に巻き込まれた時も調査に協力した。
ニコラスの父
演 - チャールズ・マーティネー
故人。48歳の時に飛び降り自殺をした。ニコラスはこのことを気に病んでおり、特に父の享年となった48歳になったことで尚更、気にするようになった。
ニコラスの母
演 - フロランティーヌ・モカヌ
故人。物語開始前の数年前に亡くなった。

## キャスト
| 役名                         | 俳優                           | 日本語吹替                                                                                     | 日本語吹替 | 日本語吹替     |
| 役名                         | 俳優                           | ソフト版                                                                                       | テレビ朝日版 | VOD版          |
| ---------------------------- | ------------------------------ | ---------------------------------------------------------------------------------------------- | --- | -------------- |
| ニコラス・ヴァン・オートン   | マイケル・ダグラス             | 小川真司                                                                                       | 小川真司 | てらそままさき |
| コンラッド・ヴァン・オートン | ショーン・ペン                 | 森田順平                                                                                       | 堀内賢雄 | 土田大         |
| クリスティーン               | デボラ・カーラ・アンガー       | 風間舞子                                                                                       | 日野由利加 | 藤貴子         |
| ジム・ファインゴールド       | ジェームズ・レブホーン         | 堀之紀                                                                                         | 山野史人 | 郷田ほづみ     |
| サミュエル・サザーランド     | ピーター・ドゥナット           | 有本欽隆                                                                                       | 佐々木敏 |                |
| イルサ                       | キャロル・ベイカー             | 竹口安芸子                                                                                     | 谷育子 |                |
| エリザベス                   | アンナ・カタリーナ             | 紗ゆり                                                                                         | 弘中くみ子 |                |
| アンソン・ベア               | アーミン・ミューラー＝スタール | 峰恵研                                                                                         | 石森達幸 | 辻親八         |
| マリア                       | エリザベス・デネヒー           |                                                                                                | | 井上明子       |
| ニコラスの父                 | チャールズ・マーティネー       |                                                                                                | |                |
| ニコラスの母                 | フロランティーヌ・モカヌ       |                                                                                                | |                |
| ニコラス（少年期）           | スコット・ハンター・マクガイア |                                                                                                | |                |
| ホテルのマネージャー         | ユウジ・オクモト               |                                                                                                | |                |
| その他                       | N/A                            | 叶木翔子 丸山詠二 廣田行生 松本大 後藤敦 林一夫 江川央生 津村まこと 岡本章子 幸田夏穂 鳥畑洋人 | 大木民夫 寺内よりえ 長島雄一 辻親八 定岡小百合 後藤敦 中澤やよい 吉田孝 彩木香里 弘中くみ子 佐藤しのぶ 中博史 大川透 古田信幸 楠見尚己 遠藤純一 斎藤恵理 |                |
| 日本語版制作スタッフ         |                                |                                                                                                | |                |
| 演出                         | 演出                           | 蕨南勝之                                                                                       | 伊達康将 |                |
| 翻訳                         | 翻訳                           | 平田勝茂                                                                                       | 武満眞樹 |                |
| 効果                         | 効果                           |                                                                                                | サウンドボックス |                |
| 調整                         | 調整                           |                                                                                                | 荒井孝 |                |
| 編集協力                     | 編集協力                       |                                                                                                | IMAGICA |                |
| 制作協力                     | 制作協力                       |                                                                                                | ViViA 清宮正希 |                |
| 製作                         | 製作                           | 東北新社                                                                                       | 東北新社 |                |
| 日本語版担当プロデューサー   | 日本語版担当プロデューサー     |                                                                                                | 島袋憲一郎 松田佐栄子 |                |
| 初回放送                     | 初回放送                       |                                                                                                | 1999年12月19日 『日曜洋画劇場』 21:02-23:09 |                |

※ 2020年12月2日発売の「ユニバーサル思い出の復刻版Blu-ray Disc」には、テレビ朝日版の日本語吹替音声が収録されているが、ソフト版の日本語吹替音声は未収録。

## 作品解説
プロデューサーのジョナサン・モストウが監督、ブランカートとフェリスが脚本を書いた映画『ターミネーター3』にもCRSという略称の組織を登場させている。また、デボラ・カーラ・アンガーが演じたクリスティーンの役を、当初はジョディ・フォスターが出演を希望していたが、年齢の違いやアカデミー賞女優がウェイター役というのは怪しすぎるということで検討しているうちに、本人から別の仕事で辞退があったとフィンチャーは証言している。

## 評価
レビュー・アグリゲーターのRotten Tomatoesでは62件のレビューで支持率は77%、平均点は7.40/10となった。Metacriticでは19件のレビューを基に加重平均値が61/100となった。
本作は一部で熱狂的に支持され、映画雑誌「ぴあムービーランキング｛20→21世紀｝アクション伝説」ジャンル別ベスト100　サスペンス・ミステリー編で第6位となっている。
評論家の宮崎哲弥は、この作品は自己啓発セミナーでの人格改造の過程を映像化したものだと解釈している。